# Simone Trieder
Simone Trieder (* 10. Februar 1959 in Quedlinburg) ist eine deutsche Schriftstellerin.

## Leben und Werk
Simone Trieder studierte Sonderpädagogik und war anschließend Regieassistentin in Zwickau, Karl-Marx-Stadt und Halle. Seit 1992 ist sie freiberufliche Autorin, sie ist Mitglied des Redaktionsbeirates der Zeitschrift Ort der Augen.
Trieder schreibt Lyrik, Prosa, Dramatik, Kinderbücher, Radiofeatures, Werke zur halleschen Regionalgeschichte und arbeitet ab und zu journalistisch. Ihre Bücher sind oft aufwändig illustriert und gestaltet. Sie ist Mitglied im PEN-Zentrum Deutschland.
Sie hat zwei erwachsene Kinder.

## Auszeichnungen
- 2002 Stipendium des Landes Sachsen-Anhalt
- 2004 Stipendium der Stiftung Kulturfonds
- 2004 Stipendiatin des Baltic Centre for Writers and Translaters
- 2005/2006 Stadtschreiber von Halle (Saale)
- 2008 und 2021 Stipendienaufenthalt im Künstlerhaus Ahrenshoop[1]
- 2010 Stipendium der Kunststiftung des Landes Sachsen-Anhalt[2]
- 2015 und 2021 Nominiert für den Deutsch-Polnischen Journalistenpreis[3][4]
- 2021 Hauptpreis der Akademie für gesprochenes Wort Stuttgart zur Preisfrage Wächst das Rettende auch? [5]

## Werke
- Emil oder eine Maus wird gejagt. Verlag Blaue Äpfel, Magdeburg 1999, ISBN 3-930781-18-2.
- Die halbe Nachtigall. Erzählungen. Thomas-Verlag, Leipzig 2003, ISBN 3-86174-074-5.
- Der Schelm aus Kütten. Betrachtungen zu Christian Reuter und über den komischen Halbgott Schelmuffsky. Hasenverlag, Halle 2005, ISBN 3-939468-00-2.
- Richard von Volkmann-Leander. Chirurg und Literat. Mitteldeutscher Verlag, Halle 2006, ISBN 3-89812-353-7.
- Leben am Fluss. Die Saale in Halle. Hasenverlag, Halle 2006, ISBN 3-939468-01-0.
- Die Petersbergralley. Die Geschichte der halleschen Fahrradausflüge. Hasen-Verlag, Halle 2006, ISBN 3-939468-02-9.
- Carl Adolph Riebeck. Vom Bergjungen zum Industriellen. Hasenverlag, Halle 2006, ISBN 3-939468-04-5.
- Kein Glück in Halle. Aus dem Leben einer Uhrmacherwitwe, Helene "Mieze" Schindler. Mit unbekannten Fotos aus der Alltagswelt von Halle, mit begleitenden Texten von Wasja Götze und Simone Trieder. Hasen-Verlag, Halle 2006, ISBN 3-939468-05-3.
- Dichtergarten Giebichenstein. Romantiker in Halle. Hasenverlag, Halle 2006, ISBN 3-939468-08-8.
- Ein Palast für Arbeiter. 100 Jahre Volkspark Halle. Hasenverlag, Halle 2007, ISBN 978-3-939468-09-7.
- mit Sabine Bauer, Manfred Wipler u. a.: Über Berg und Tal. Der musikalische Reiseführer durch Halle an der Saale. [2 CDs und Booklet]. Mitteldeutscher Verlag, Halle 2007, ISBN 978-3-89812-485-0.
- Im Prinzip lieb. Erzählung. Mitteldeutscher Verlag, Halle 2007, ISBN 978-3-89812-470-6.
- Emil und Paul Riebeck. Söhne des Grossindustriellen Carl Adolph Riebeck. Hasenverlag, Halle 2008, ISBN 978-3-939468-14-1.
- Barcodes. Lyrik. Hasen-Verlag, Halle 2008, ISBN 978-3-939468-14-1.
- Die Insel Hiddensee. So nah so fern. Hasenverlag, Halle 2008, ISBN 978-3-939468-26-4.
- mit Birgit Herkula: Verboten, verschwiegen, verschwunden. Schriftstellerinnen und Schriftsteller im Gebiet des heutigen Sachsen-Anhalt zur NS-Zeit. Projekte-Verlag Cornelius, Halle 2008, ISBN 978-3-86634-615-4.
- Feldscher, Kratzer, Beutler. Vergangene Arbeitswelten. Hasenverlag, Halle 2009, ISBN 978-3-939468-20-2.
- Die „Fressteufel“ zu Glauche. Hospital St. Cyriaci et Antonii Halle seit 1341. Hasenverlag, Halle 2010, ISBN 978-3-939468-36-3.
- „Ich verbinde...“ Die ehemalige Hauptpost in Halle. Hasenverlag, Halle 2011, ISBN 978-3-939468-57-8.
- 1000 Jahre Halle – 1961. Kleine Abrechnung mit einem großen Irrtum. Hasenverlag, Halle 2012, ISBN 978-3-939468-61-5.
- Mein Herz knistert auf Papier. Planet Girl, Stuttgart/Wien 2012, ISBN 978-3-522-50290-0.
- Tür an Tür – Wand an Wand. Eine Wohnografie und eine Geschichte des Kleinwohnungsbaus in Halle. Hasenverlag, Halle 2012, ISBN 978-3-939468-84-4.
- mit Lars Skowronski: Zelle Nr. 18. Eine Geschichte von Mut und Freundschaft. be.bra Verlag, Berlin 2014, ISBN 978-3-89809-117-6.
- Verbindung zur Welt. Bahnknoten Halle. Hasenverlag, Halle 2015, ISBN 978-3-945377-15-4.
- Unsere russischen Jahre. Die verschleppten Spezialistenfamilien. Mitteldeutscher Verlag, Halle (Saale) 2018, ISBN 978-3-96311-023-8 (siehe Aktion Ossawakim).
- Nik und Tina. Gefährliche Briefe 1938–1944. Mitteldeutscher Verlag, Halle (Saale) 2019, ISBN 978-3-96311-119-8.
- mit Markus Hawlik-Abramowitz (Fotograf): Sinti in der DDR: Alltag einer Minderheit. Hrsg.: Verein Zeitgeschichte[n] e. V. Mitteldeutscher Verlag, Halle (Saale) 2020, ISBN 978-3-96311-399-4.
- mit Iwona Knorr (Fotografin): Hering, Aal und Beifang. Fischer auf Rügen, Fischland und Darß. Mitteldeutscher Verlag, Halle (Saale) 2021, ISBN 978-3-96311-549-3.
- Gastrow oder die Poesie der Technik. 1. Auflage. Mitteldeutscher Verlag, Halle (Saale) 2024, ISBN 978-3-96311-950-7, S. 247.

## Hörspiele und Feature
- 2009: Scherben, Hände, Köpfe (MDR Figaro)
- 2010: Heitere Märchen aus dem Krieg (MDR Figaro)
- 2011: Der Maler und sein Dichter (MDR Figaro)
- 2012: Schwarze Prosa – weiße Lyrik (MDR Figaro)
- 2014: Zimmer Nummer 18 – Redaktion: Ulrike Bajohr (DLF); Ursendung am 18. April 2014
- 2016: Mein Vater ging zum Dienst – Redaktion: Ulrike Bajohr (DLF); Ursendung am 22. Juli 2016
- 2019: Kinderreich – Redaktion: Ulrike Bajohr (DLF); Ursendung am 21. Mai 2019
- 2020: Der Holocaust von Gardelegen – Redaktion Katrin Wenzel (MDR Kultur); Ursendung am 7. April 2020